# 香港電視娯楽
香港電視娯楽（中国語: 香港電視娛樂有限公司、英語: HK Television Entertainment Company Limited）、略称港娯（ViuTV）は、香港において2016年に放送を開始した民間テレビ局である。通信系企業である電訊盈科（PCCW）が、地上波放送への進出を目指して開設した。
2016年4月6日に地上波放送局としてのデジタル放送を開始した。2017年3月31日に英語による放送チャンネルとして、新たにViuTVsixが放送を開始した。

## 概況
香港では、地上波放送局として亞洲電視（ATV）と無綫電視（TVB）の2局が放送していたが、ATVは長年の赤字経営と経営陣の頻繁な交代から香港の視聴者の興味を失いつつあり、実質的にTVBの「一台独大」という市場独占状態となっていた。この状況を解消するため、香港特別行政区政府は2009年、新たに無料放送局として免許を発行する方針を明らかにした。
PCCWでは、ケーブルテレビ方式の有料放送局として、2003年9月にnow寬頻電視（英語名：now TV）の放送を開始していたが、この機会に無料地上波放送への進出を検討し、新たに設立したのが香港電視娯楽である。
2013年10月15日に、香港政府から奇妙電視とともに免許審査に通ったことが発表された。CEOの李沢楷は、今後80億香港ドルを投じて、ランタオ島の東涌にスタジオなどを備えた制作拠点を建設し、正式免許の発行後1年から1年半以内に放送開始する予定と発表。TVBなどから俳優や制作スタッフを引き抜き、2013年5月から番組制作を開始した。
2015年4月1日、香港政府から12年間の放送ライセンスが正式に与えられた。10年間に27億香港ドルを投じることなどを発表している。

## 放送開始まで
2016年4月6日から正式に放送開始すると発表した。周波数は、同年4月1日をもって放送を終了するATVに与えられていた周波数のうち、ハイビジョン放送の1波を利用する。同年3月2日には、放送予定の番組表が発表され、4月6日から地上波での放送を開始することとなった。
2016年4月2日午前0時にATVの放送免許が切れた瞬間、送信所は送信機のスイッチを切り、ATVは停波した。その後直ちに送信機の切り替えが行われ、10分後にはViuTVの試験放送が開始された。そして4月6日に正式開局の運びとなった。

## 放送チャンネル
2017年現在放送中のチャンネルは、広東語によるチャンネル「ViuTV」と、2017年3月31日に放送開始した英語を中心とした外国語チャンネルである「ViuTVsix」の2波である。全てHDTV放送で放送されている。チャンネル番号は、ATVの地上波ハイビジョンのチャンネルであった周波数99を「ViuTV」が、新たなチャンネルの周波数96を「ViuTVsix」が使用している。
香港域内ではインターネットによる放送も視聴可能で、こちらは2016年3月31日から試験放送を開始し、地上波と同じく4月6日に正式放送開始されている。

## 放送番組
既存局同様、香港で製作した番組のほか、日本・韓国・台湾の放送局から番組を購入の上、放送している。ただし、香港で制作された番組については、それまで地上波では放送されなかった女子格闘技や、香港の立法会議長と急進民主派議員のような、ライバル関係にある2人を一緒に旅行させる番組など、比較的実験的な番組が多い。
スポーツ番組については、開局直後の4月8日～10日に香港スタジアムで開催された7人制ラグビーの国際大会香港セブンズを、前年までのTVBに代わって放送し、「Now TV」の協力を得てリーガ・エスパニョーラやコパ・アメリカなどを放送したほか、2016年10月に開催されたフォーミュラE第1戦・香港大会の中継を実施した。
ニュース番組については、「now TV」で放送されているニュースをそのまま放送している。
ATVで放送されていた香港地上波唯一の香港制作日本語番組『JP TIME TV（日語大放送）』（主に香港人向けに、日本各地の観光情報を放送する情報番組）は、「Go!Japan TV（日本大放送）」と改題の上、当局で放送継続されている。

## ViuTVで放送された日本の番組

### 連続ドラマ

#### 日本テレビ系
- ST 警視庁科学特捜班

#### テレビ朝日系
- エイジハラスメント
- 民王
- スペシャリスト
- ゼロの真実〜監察医・松本真央〜
- BORDER 警視庁捜査一課殺人犯捜査第4係

#### テレビ東京系
- 初森ベマーズ

#### フジテレビ系
- 探偵の探偵
- ラヴソング
- イタズラなkiss 〜Love in TOKYO
- 信長協奏曲
- オトナ女子
- トランジットガールズ
- 昼顔〜平日午後3時の恋人たち〜
- ナオミとカナコ
- 無痛〜診える眼〜
- 火の粉（2016年版）（東海テレビ）

#### テレビ神奈川
- 猫侍

### スペシャルドラマ

#### テレビ朝日系
- 東野圭吾ミステリー・白銀ジャック
- ハッピー・リタイアメント
- 松本清張ドラマスペシャル 黒い樹海
- 松本清張ドラマスペシャル・地方紙を買う女〜作家・杉本隆治の推理
- ママが生きた証

#### フジテレビ系
- あの日見た花の名前を僕達はまだ知らない。
- 大奥「第一部〜最凶の女〜」/「第二部〜悲劇の姉妹〜」
- 私という名の変奏曲

### テレビアニメ

#### NHK
- 境界のRINNE
- キングダム
- おまかせ!みらくるキャット団
- 団地ともお
- 少年アシベ GO! GO! ゴマちゃん
- ちび☆デビ!
- はなかっぱ

#### TOKYO MX
- 怪盗ジョーカー

#### 日本テレビ系
- ばらかもん

#### テレビ朝日系
- ワールドトリガー
- トライブクルクル（メ〜テレ）
- バトルスピリッツ ソードアイズ（メ〜テレ）
- 最強銀河 究極ゼロ 〜バトルスピリッツ〜（メ〜テレ）
- プリキュアシリーズ（朝日放送テレビ）
  - ヒーリングっど♥プリキュア
  - デリシャスパーティ♡プリキュア
  - ひろがるスカイ!プリキュア
  - わんだふるぷりきゅあ!
  - キミとアイドルプリキュア♪
- クレヨンしんちゃん (アニメ)

#### TBS系
- 100%パスカル先生（毎日放送）
- プリプリちぃちゃん!!（毎日放送）

#### フジテレビ系
- ONE PIECE[2]
- 暗殺教室
- モンスターハンター ストーリーズ RIDE ON

#### テレビ東京系
- 極上!!めちゃモテ委員長
- 月刊少女野崎くん
- LINE TOWN
- マジンボーン
- ワンパンマン
- LINE OFFLINE サラリーマン
- デュエル・マスターズ VS
- ここたまシリーズ
  - かみさまみならい ヒミツのここたま
  - キラキラハッピー★ ひらけ!ここたま
- けものフレンズ
- 遊☆戯☆王ARC-V
- たまごっち!シリーズ
  - たまごっち!ゆめキラドリーム
  - たまごっち!みらくるフレンズ
  - GO-GO たまごっち!
- 爆釣バーハンター
- ペンギンの問題シリーズ
  - ペンギンの問題Max
  - ペンギンの問題DX?
  - ペンギンの問題POW
- 妖怪ウォッチ (アニメ)

#### 番組プロダクション会社制作
- 美少女戦士セーラームーンCrystal
- 東京喰種トーキョーグール
- 東京喰種トーキョーグール√A
- ブブキ・ブランキ
- SHOW BY ROCK!!
- あまんちゅ!
- 干物妹!うまるちゃん

### 特撮
- ウルトラシリーズ
  - ウルトラマンX
  - ウルトラマンオーブ
  - ウルトラマンジード
  - ウルトラマンR/B
  - ウルトラマンタイガ
  - ウルトラマンZ
  - ウルトラマントリガー NEW GENERATION TIGA
  - ウルトラマンデッカー
  - ウルトラマンブレーザー
  - ウルトラマンアーク
  - ウルトラマンオメガ
- 仮面ライダーシリーズ
  - 仮面ライダービルド
  - 仮面ライダージオウ
  - 仮面ライダーゼロワン
  - 仮面ライダーセイバー
  - 仮面ライダーリバイス
  - 仮面ライダーギーツ
  - 仮面ライダーガッチャード
- スーパー戦隊シリーズ
  - 暴太郎戦隊ドンブラザーズ
  - 王様戦隊キングオージャー
  - ナンバーワン戦隊ゴジュウジャー
  - 爆上戦隊ブンブンジャー（ネット配信限定）

### バラエティ

#### 日本テレビ系
- 秘密のケンミンSHOW（放送予定、読売テレビ）

#### テレビ朝日系
- たけしの健康エンターテインメント!みんなの家庭の医学（朝日放送テレビ）
- ホビーの匠（広島ホームテレビ）

#### テレビ東京系
- YOUは何しに日本へ?

#### TOKYO MX
- 武井壮しらべ 誰もやらなきゃオレがやる!!